# Fabespora nana
Fabespora nana is een microscopische parasiet uit de familie Fabesporidae. Fabespora nana werd in 1969 beschreven door Naidenova & Zaika. 